# Ferdinand Feyerick
Ferdinand Feyerick (* 27. Januar 1865 in Gent; † 12. September 1920 ebenda) war ein belgischer Degenfechter.

## Erfolge
Ferdinand Feyerick nahm an den Olympischen Spielen 1908 in London teil. Bei diesen sicherte er sich mit Paul Anspach, Fernand de Montigny, Désiré Beaurain, Fernand Bosmans, François Rom und Victor Willems die Bronzemedaille im Mannschaftswettbewerb mit dem Degen.
Sein Sohn Robert Feyerick war ebenfalls olympischer Fechter.